# Dehcho Region
Die Dehcho-Region ist eine von fünf Verwaltungsregionen in den Nordwest-Territorien. In der Region gibt es acht Gemeinden. Das Regionalbüro ist in Fort Simpson. Alle Gemeinden in der Dehcho-Region sind vorwiegend von First Nations bewohnt.

## Gemeinden
In der Verwaltungsregion gibt es die nachfolgenden Gemeinden:
| Fort Liard                      | Hamlet (Weiler)       | 536   | 500   |
| Fort Simpson                    | Village (Dorf)        | 1.238 | 1.202 |
| Jean Marie River                | Hamlet                | 64    | 77    |
| Nahanni Butte                   | Settlement (Siedlung) | 102   | 87    |
| Sambaa K’e (vormals Trout Lake) | Settlement            | 92    | 88    |
| Wrigley                         | Settlement            | 133   | 119   |